# 氣壓計輝光
氣壓計輝光是水銀氣壓計中的水銀經過搖動後發出的光，主要是因為密封於管內的水銀各種氣體發射放電，在這的過程中搖動是重要的，因為水銀在管中激盪飛濺和沿玻璃管壁流動可能是發光的原因。氣壓計輝光這種現象是在1675年由法國天文學家皮卡德(Jean Picard)發現，之後1709年豪克斯比(Francis Hauksbee)證明在非玻璃容器中也能產生這種效應，而且不需要很低的氣壓。